# 戴克斯 (密蘇里州)
戴克斯（英語：Dykes）是位於美國密蘇里州德克薩斯縣的非建制地區。

## 歷史
戴克斯的郵局於1871年設立，其後於1933年停運。

## 地理
戴克斯所處的海拔為高於海平面447米（即1467英呎），而該地所採用的時區為UTC-6，即北美中部時區（CST）。同時該地設有夏令時間，為UTC-6調快一小時，即UTC-5（CDT）。